# Tuviken
Tuviken är en sjö i Gotlands kommun i Gotland och ingår i Gothemån-Snoderåns kustområde. Sjöns area är 0,07 kvadratkilometer och den befinner sig 2 meter över havet.